# Schwedische Badmintonmeisterschaft 1997
Die Schwedische Badmintonmeisterschaft 1997 fand am 1. und 2. Februar 1997 in Jönköping statt.

## Medaillengewinner
| Disziplin    | Gold                                                           | Silber                            | Bronze                           |
| ------------ | -------------------------------------------------------------- | --------------------------------- | -------------------------------- |
| Herreneinzel | Rikard Magnusson BMK Aura                                      | Rasmus Wengberg                   | Henrik Bengtsson                 |
| Herreneinzel | Rikard Magnusson BMK Aura                                      | Rasmus Wengberg                   | Jesper Olsson                    |
| Dameneinzel  | Marina Andrievskaia GBK                                        | Karolina Ericsson                 | Catrine Bengtsson                |
| Dameneinzel  | Marina Andrievskaia GBK                                        | Karolina Ericsson                 | Kristin Evernäs                  |
| Herrendoppel | Peter Axelsson Pär-Gunnar Jönsson Täby BMF Västra Frölunda BMK | Rasmus Wengberg Fredrik Bergström | Max Gandrup Rikard Gruvberg      |
| Herrendoppel | Peter Axelsson Pär-Gunnar Jönsson Täby BMF Västra Frölunda BMK | Rasmus Wengberg Fredrik Bergström | Henrik Andersson Daniel Eriksson |
| Damendoppel  | Marina Andrievskaia Christine Gandrup GBK Täby BMF             | Johanna Holgersson Jenny Karlsson | Lotta Andersson Ulrika Persson   |
| Damendoppel  | Marina Andrievskaia Christine Gandrup GBK Täby BMF             | Johanna Holgersson Jenny Karlsson | Johanna Persson Astrid Crabo     |
| Mixed        | Peter Axelsson Catrine Bengtsson Täby BMF Askim BC             | Jan-Eric Antonsson Astrid Crabo   | Rikard Gruvberg Johanna Persson  |
| Mixed        | Peter Axelsson Catrine Bengtsson Täby BMF Askim BC             | Jan-Eric Antonsson Astrid Crabo   | Max Gandrup Christine Gandrup    |